# Trogloraptor marchingtoni
Famille
Genre
Espèce
Trogloraptor marchingtoni, unique représentant du genre Trogloraptor et de la famille des Trogloraptoridae, est une espèce d'araignées aranéomorphes.

## Distribution
Cette espèce est endémique des États-Unis. Elle se rencontre dans les monts Klamath en Oregon dans des grottes du comté de Josephine et en Californie dans le comté de Del Norte,.

## Description

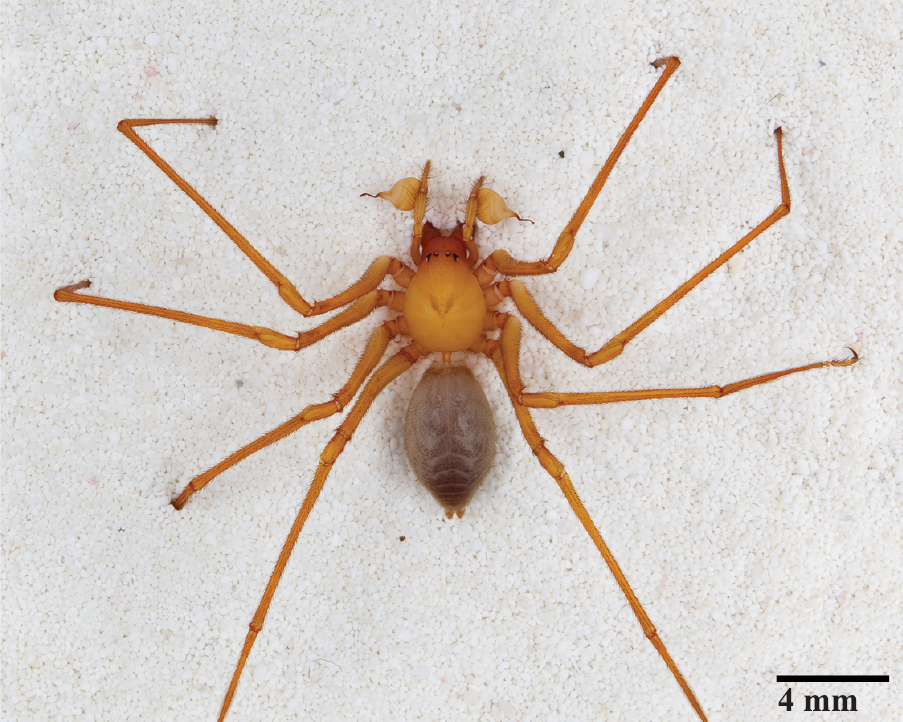
Trogloraptor marchingtoni ♂

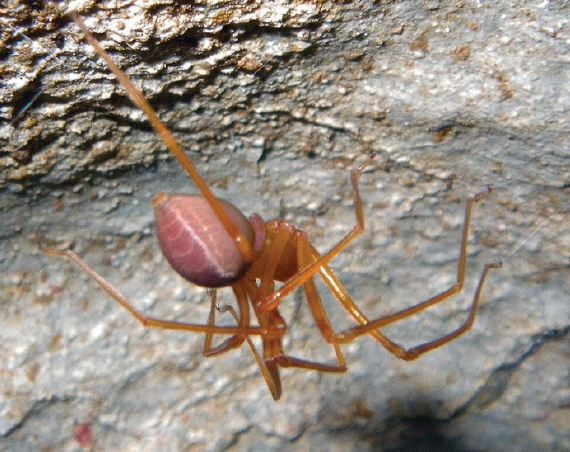
Trogloraptor marchingtoni ♀

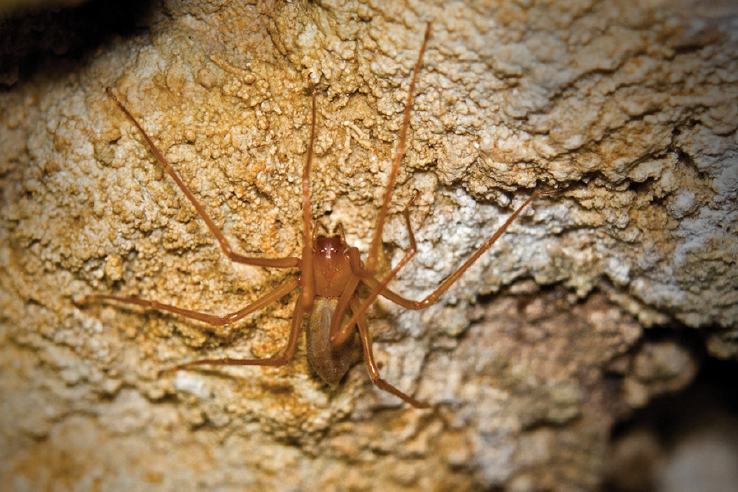
Trogloraptor marchingtoni ♀

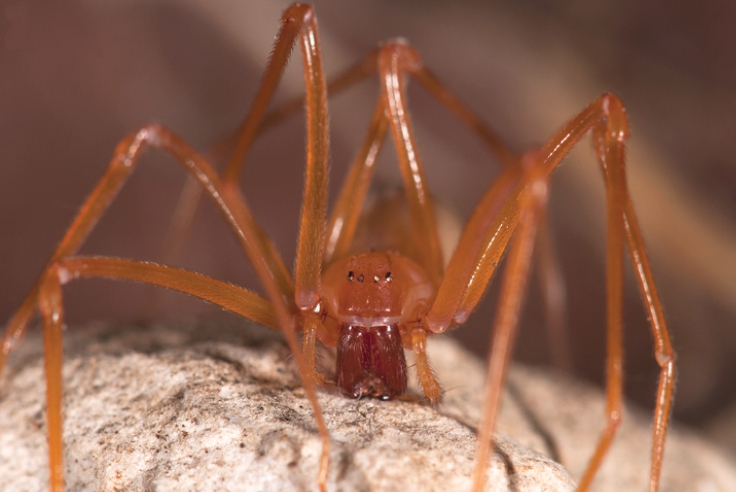
Trogloraptor marchingtoni ♀

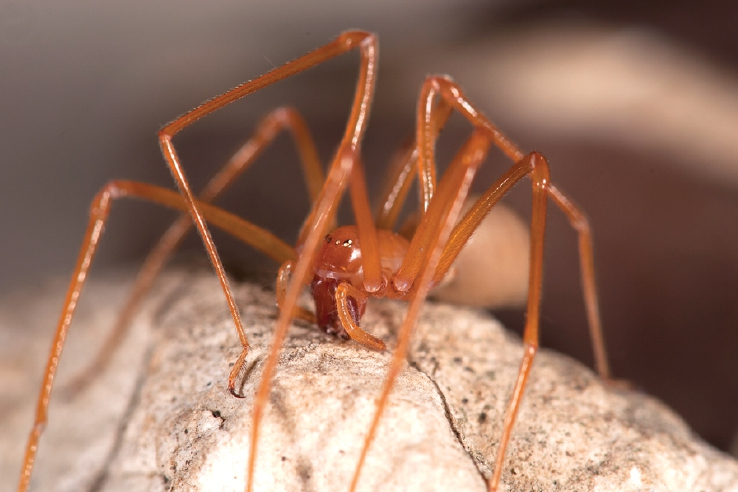
Trogloraptor marchingtoni ♀

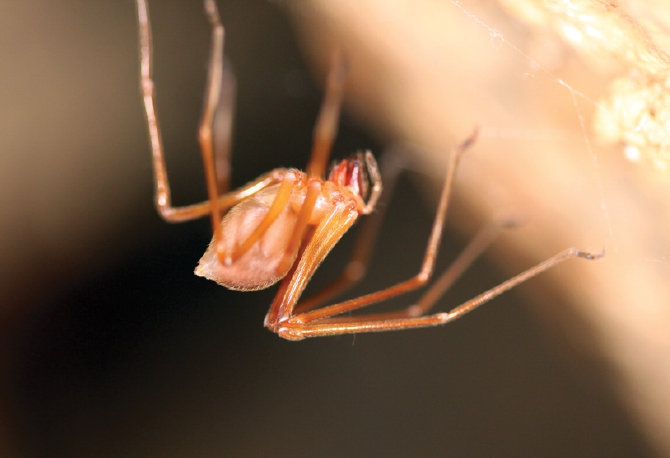
Trogloraptor marchingtoni ♀

Le mâle holotype mesure 9,70 mm et la femelle paratype 9,40 mm, les mâles mesurent de 6,90 à 9,70 mm et les femelles de 8,27 à 9,60 mm.

## Systématique et taxinomie
Cette espèce a été décrite par Griswold, Audisio et Ledford en 2012. La population californienne n'est connue que par un juvénile et pourrait correspondre à une espèce distincte.

## Étymologie
Cette espèce est nommée en l'honneur de Neil Marchington, biospéléologiste ayant découvert et collecté les premiers spécimens de l'espèce.

## Publication originale
- Griswold, Audisio & Ledford, 2012 : « An extraordinary new family of spiders from caves in the Pacific Northwest (Araneae,Trogloraptoridae, new family). » ZooKeys, no 215, p. 77–102 (texte intégral).